# 삼정자초등학교
삼정자초등학교(三丁子初等學校)는 대한민국 경상남도 창원시 성산구에 있는 공립 초등학교이다.

## 학교 연혁
- 2005.03.01: 개교(20학급 편성)
- 2005.04.01: 경상남도교육청지정 창의성교육 시범학교 운영(2년간)
- 2006.12.07: 삼정자 도서관 개관
- 2007.03.01: 경상남도교육청지정 한민족공동체 연구학교 운영(2년간)
- 2008.03.01: 삼정자 초등학교 병설유치원 개원
- 2009.03.01: 특수학급, 영재학급 신설
- 2010.03.01: 영재학급 1학급 증설(2학급으로 됨)
- 2010.03.01: 보육교실 개설
- 2011.03.01: 제 3대 함기호 교장선생님 부임
- 2012.03.01: 경상남도 교육청 지정 주5일제시범학교, 창의경영예술교육시범선도학교 운영
- 2013.02.19: 제 8회 졸업생 배출
- 2013.03.01: 창의경영예술교육시범선도학교 운영

## 참고 자료
- 삼정자초등학교 - 한국교육학술정보원 학교알리미